# مارتیروس دی آراکل
مارتیروس دی آراکل (ارمنی: Մարտիրոս դի Առաքել؛  زادهٔ ۱۶۵۷ - درگذشته ۱۷۵۰)، وقایع‌نگار، کاتب، جهانگرد و تاجر اهل ارمنستان در نیمه اول سده ۱۸ میلادی بود.

## زندگی‌نامه
وی در ۱۶۵۷ در به دنیا آمد . وی در ۱۷۵۰ در سن ۹۳ سالگی در درگذشت.